# Pierre Léonard Vander Linden
Pierre Léonard Vander Linden (12 dicembre 1797 – 5 aprile 1831) è stato un entomologo belga.

## Alcune opere
- Observations sur les Hyménoptères d'Europe de la famille des Fouisseurs (1827–1829).